# Dirk Lippold
Dirk Lippold ist ein deutscher Manager, Hochschullehrer und Fachbuchautor. Er lehrte mit den Vorlesungsschwerpunkten Consulting und Change Management, Unternehmensführung, Marketing und Vertrieb sowie Personalmanagement an der Humboldt-Universität zu Berlin und der SRH Hochschule Berlin und ist seit 2014 als Dozent an der FOM Hochschule tätig.

## Leben
Lippold studierte BWL an der Georg-August-Universität Göttingen und schloss sein Studium 1976 als Diplom-Kaufmann ab. Er war über 30 Jahre in der Software- und Beratungsbranche tätig, u. a. als Partner bei Ernst & Young und als Geschäftsführer der Capgemini Deutschland GmbH. Dort entwickelte er mit seinen Teams die Marketing-Gleichung und die Personalmarketing-Gleichung als prozessorientierte Handlungsrahmen und Vorgehensmodelle für innovative Unternehmen. 1996 wurde er mit der Arbeit Die Marketing-Gleichung für Software. Der Vermarktungsprozess von erklärungsbedürftigen Produkten und Leistungen dargestellt am Beispiel von Software zum Dr. rer. pol. promoviert. 2010 verlieh ihm die SRH Hochschule Berlin mit der Zustimmung des Berliner Senats eine Gastprofessur für Marketing & Innovation.
Dirk Lippold ist verheiratet und hat zwei Kinder.

## Veröffentlichungen (Auswahl)
- B2B-Marketing und -Vertrieb. Die Vermarktung erklärungsbedürftiger Produkte und Leistungen. De Gruyter Oldenburg, Berlin-Boston 2021, ISBN 978-3-11-075668-5
- Personalführung im digitalen Wandel. Von den klassischen Führungsansätzen zu den New-Work-Konzepten. De Gruyter Oldenbourg, Berlin-Boston 2021, ISBN 978-3-11-075255-7
- Marktorientierte Unternehmensführung und Digitalisierung. Management im digitalen Wandel. 2. Aufl., De Gruyter Oldenbourg, Berlin-Boston 2021, ISBN 978-3-11-074407-1
- Personalmanagement und High Potentials. Top-Talente finden und binden. De Gruyter Oldenbourg, Berlin-Boston 2021, ISBN 978-3-11-071421-0
- Selbstmarketing als Schlüssel zur erfolgreichen Karriere. Die eigene Persönlichkeit durch Selbstmarketing sichtbar machen. Verlag C.H. Beck, München 2020, ISBN 978-3-406-76128-7
- Die 75 wichtigsten Management- und Beratungstools. Von der BCG-Matrix zu den agilen Tools. De Gruyter Oldenbourg, Berlin-Boston 2020, ISBN 978-3-11-069618-9
- Grundlagen der Unternehmensberatung. Strukturen – Konzepte – Methoden. 2. Aufl., De Gruyter Oldenbourg, Berlin-Boston 2020, ISBN 978-3-11-068008-9
- Personalmanagement im digitalen Wandel. Die Personalmarketing-Gleichung als Prozess- und wertorientierter Handlungsrahmen, 3. Aufl., De Gruyter Oldenbourg, Berlin-Boston 2019, ISBN 978-3-11-061316-2
- Marktorientierte Unternehmensplanung. Eine Einführung. 2. Aufl., Springer Gabler, Wiesbaden 2019, ISBN 978-3-658-26090-3
- Die Unternehmensberatung. Von der strategischen Konzeption zur praktischen Umsetzung, 3. Aufl., Springer Gabler, Wiesbaden 2018, ISBN 978-3-658-21091-5
- Führungskultur im Wandel. Klassische und moderne Führungsansätze im Zeitalter der Digitalisierung. Springer Gabler, Wiesbaden 2018, ISBN 978-3-658-25854-2
- Die Marketing-Gleichung. Einführung in das prozess- und wertorientierte Marketingmanagement. 2. Aufl., De Gruyter Oldenbourg 2015, Berlin-Boston, ISBN 978-3-11-042681-6